# Iunonalia
Gli Iunonalia, o Junonalia, erano una festa romana in onore della dea Giunone, che si teneva alle None di marzo (7 marzo). Tra i calendari romani esistenti, compaiono solo nel Calendario di Filocalus (354 d.C.), e furono aggiunti al calendario delle feste dopo la metà del I secolo d.C.
Gli Iunonalia sono attestati anche nel poema frammentario De Iunonalibus, attribuito a Claudiano. In esso, Giunone è chiamata amante del polo celeste, sposa e sorella del re dei cieli. Si nota anche la sua funzione di dea dei legami coniugali.
È probabile che gli Iunonalia concludessero un periodo di festività di tre giorni che iniziava il 5 marzo con l'Isidis Navigium, la "Navigazione di Iside". Le dee, inclusa Giunone, condividevano l'epiteto Caelestis.